# Ашалим
Ашалим (ивр. אשלים‎) — общинное поселение или кооперативный мошав на юге Израиля. Лежит на берегу пересыхающей реки Бесор, у дороги Машабим-Ницана. В 2020 году население поселения составляло 568 человек.
Ашалим был основан в 1956 году как форпост Нахаля, одновременно с двумя соседними форпостами — Шезаф и Мево-Шивта. Он лежит на границе между горами Северного Негева и песками Халуца. В 1979 году в 4 км от оригинального форпоста был основан кооперативный мошав, принадлежавший к «Кибуцному движению» (ивр. התנועה הקיבוצית‎). В итоге Ашалим превратился в общинное поселение. В 2003 году в Ашалиме была возведена «студенческая деревня» Кфар-Адиэль (ивр. כפר עדיאל‎), в которой проживает около 60 студентов, учащихся в университете Бен-Гуриона и колледжах региона.
Жители посёлка заняты в сельском хозяйстве, также есть небольшой завод по производству продукции для младенцев. Многие жители работают в Беэр-Шеве — крупнейшем городе региона.